# Dobrici, Haskovo
Dobrici (în bulgară Добрич) este un sat în Obștina Dimitrovgrad, Regiunea Haskovo, Bulgaria. Râul Banska traversează satului.

## Demografie
Componența etnică a satului Dobrici
     Romi (2,5%)
     Bulgari (95,79%)
     Nicio identificare (1,69%)
     Altele (0%)
La recensământul din 2011, populația satului Dobrici era de 1.118 locuitori. Din punct de vedere etnic, majoritatea locuitorilor (95,79%) erau bulgari, cu o minoritate de romi (2,5%). Pentru 1,69% din locuitori nu este cunoscută apartenența etnică.

## Hărți
- bgmaps.com
- emaps.bg
- Google